# Dornrindentinte
Dornrindentinte oder Dornentinte war eine der am häufigsten verwendeten Tintenarten des Mittelalters. Sie vereint die Lichtechtheit und Haltbarkeit der Rußtinte mit der Wasserfestigkeit der Eisengallustinte, ohne deren Nachteile zu besitzen. Die Tinte hat eine rotbräunliche Färbung.
Die Herstellung von Dornrindentinte beschrieb der Mönch Theophilus um 1100 in seinen Schedula diversarum artium: „Man schneidet Dornenzweige von Schlehen im April oder Mai kurz vor dem Ausschlagen und lässt diese einige Tage liegen. Dann wird die Rinde abgeklopft und mit Wasser angesetzt. Dieser Ansatz bleibt ebenfalls einige Tage stehen. Wenn das Wasser rotbraun verfärbt ist, wird die Mischung aufgekocht und mit der Rinde versetzt. Dieser Vorgang wird solange wiederholt, bis die Rinde völlig ausgelaugt, also von allen farbgebenden Bestandteilen gelöst ist. Die so entstandene Brühe wird zum Schluss mit Wein eingekocht und manchmal auch mit Baumharz verdickt und in einem Pergamentsäckchen an der Sonne getrocknet. Zum Schreiben löst man die pulvrige Substanz in warmem Wein.“ Das pulverige Konzentrat war nahezu unbegrenzt haltbar.